# Sac la mort
Sac la mort es una película francesa filmada en colores dirigida por Emmanuel Parraud sobre un guion de su propia autoría. Se estrenó el 15 de febrero de 2017 en Francia y tuvo como actores principales a Nagibe Chader, Charles-Henri Lamonge, Patrice Planessey Martine Talbot. La película fue exhibida el 1 de diciembre de 2015 en el Festival de Cine que se vislumbra de Belfort, Francia, y el 15 de mayo de 2016 en el Festival de Cine de Cannes, entre otros festivales. La película fue rodadas en Reunión.

## Sinopsis
Poco después de enterarse de la muerte de su hermano, Patrice se encuentra expulsado de su casa y robado por un amigo. Debe vengarse, más allá de que nadie cree que pueda hacerlo quien carece de dinero y ha vivido siempre en problemas.

## Reparto
Intervinieron en la película los siguientes intérpretes:
- Nagibe Chader
- Charles-Henri Lamonge
- Patrice Planesse ...	Patrice
- Martine Talbot
- Honorine Tierpied
- Camille Bessiere-Mithre
- Didier Idao
- Cyril Minatchy Petchy
- Edmée Silotia
- Béatrice Maillot
- Patrick Renaud
- Jean-Paul Tsang Chun Sze

## Exhibición en festivales
La película fue exhibida en los siguientes festivales de cine:
| Fecha de exhibición | Festival de cine                                             | Lugar            |
| octubre de 2015     | 10/2015 – Festival EntreVues de Belfort,                     | Belfort, Francia |
| marzo de 2016       | Festival del Cine Africano, sección Libertad                 | Luxor, Egipto    |
| mayo de 2016        | Festival de Cine de Cannes, sección ACID                     | Cannes, Francia  |
| agosto de 2016      | Festival del Cine Insular                                    | Groix, Francia   |
| octubre de 2016     | Semana del Cine del Caribe y Ultramar                        | París, Francia   |
| noviembre de 2016   | Viennale                                                     | Viena, Austria   |
| noviembre de 2016   | Festival Internacional de Cine de Todas las Pantallas        | Ginebra, Suiza   |
| enero de 2017       | FEMI, Festival Regional e Internacional de Cine de Guadalupe | Guadalupe        |
| febrero de 2017     | 30e Reencuentro de Cine de Manosque                          | Francia          |
| febrero de 2017     | Festival Travelling                                          | Rennes, Francia  |

## Críticas
Las críticas fueron en general favorables a la película.

## Premios
El filme fue galardonado con una Mención Especial en el Festival del Cine Africano de Luxor, Egipto, 2016.